# Ryki
Ryki este un oraș în Polonia.